# 韩占文
韩占文（1965年10月—），男，河北顺平人，中国天体物理学家，中国科学院云南天文台研究员，中国科学院院士。

## 生平
1984年毕业于河北大学物理系，1987在中国科学院云南天文台获硕士学位，1995年在英国剑桥大学获博士学位。
2017年当选为中国科学院院士。

## 学术贡献
主要从事恒星结构和演化的研究。发展了双星星族合成研究，并应用于特殊恒星大样本观测结果的理论解释；建立了热亚矮星、钡星、双白矮星等特殊恒星的形成模型，阐述了双星在特殊恒星形成研究中的重要地位；将双星星族合成用于星系研究，发现双星演化形成的热亚矮星等天体对年老星族的短波光谱有重要贡献，解释了早型星系的紫外超。

## 奖项和荣誉
1998年获第六届中国青年科技奖。1999年获国家“杰出青年基金”资助。2004年入选首批“新世纪百千万人才工程”国家级人选。
曾获何梁何利基金科学与技术进步奖（天文学奖），国家自然科学奖二等奖等。